# Ефремова, Ирина Петровна
Ири́на Петро́вна Ефре́мова (Мото́рова) (21 июня 1968, Йошкар-Ола, Марийская АССР, РСФСР, СССР) — российская певица, исполнительница и популяризатор русских народных песен, музыкальный педагог. Солистка Марийской филармонии имени Я. Эшпая (с 1998). Народная артистка Республики Марий Эл (2015). Заслуженная артистка Республики Марий Эл (2002).

## Биография
Родилась 21 июня 1968 года в Йошкар-Оле. 
Окончила музыкальную школу по классу баяна, а в 1987 году – Йошкар-Олинское музыкальное училище имени И. С. Палантая. 
В течение 10 лет — руководитель детского фольклорного коллектива «Русские узоры». В качестве музыканта и солистки участвовала в ансамбле народных инструментов «Наигрыш» при Дворце культуры имени М. Калинина (ныне – Дворец молодёжи Йошкар-Олы).
Поступила в Государственный музыкально-педагогический институт имени Гнесиных, но по семейным обстоятельствам вернулась в Йошкар-Олу. Вышла замуж за военного, родила сына, на некоторое время уезжала из Йошкар-Олы. 
По возвращении в марийскую столицу с 1998 года работала солисткой Марийской филармонии имени Я. Эшпая.
С 2004 года — руководитель АНО «Творческий центр Ирины Ефремовой “Раздолье”». 
Некоторое время возглавляла Театр песни имени И. Ефремовой в Йошкар-Оле.
В настоящее время живёт и работает в Йошкар-Оле. 

## Музыкальная деятельность
В годы учёбы в музыкальном училище принимала участие во многих региональных конкурсах, неоднократно становилась их лауреатом.
Во время работы в Марийской филармонии имени Я. Эшпая выступала с концертными программами из русских народных песен: «Степь да степь кругом», «Белым снегом», «Под окном черемуха колышется» и др. С того времени выступала и продолжает выступать в Москве и других городах России, в городах и районах Марий Эл.
Занимается и музыкальной педагогикой, обучая детей вокалу. Является членом жюри Межрегионального конкурса славянской песни «Славянские напевы» (г. Йошкар-Ола). 
В настоящее время в репертуаре певицы — песни под современные аранжировки, композиции в стиле фолк, песни в дуэте с другими исполнителями. Одним из соавтором её песен является композитор, заслуженный работник культуры Республики Марий Эл Л. Алексеева.
В мае 2023 года выступила в программе Андрея Малахова «Песни от всей души» на телеканале «Россия-1», где спела финальную песню «Мы будем вместе».
В 2002 году ей присвоено звание «Заслуженный артист Республики Марий Эл», а в 2015 году — почётное звание «Народный артист Республики Марий Эл. Награждена медалями и почётными грамотами различного уровня.

## Признание
- Народный артист Республики Марий Эл (2015)[1][2]
- Заслуженный артист Республики Марий Эл (2002)[1][2]